# Вулиця Леся Курбаса (Харків)
Вулиця Леся Курбаса — вулиця у Шевченківському районі Харкова, у районі Держпрома. Довжина 890 метрів. Починається від майдану Свободи, перетинається з проспектом Незалежності, вулицями Бориса Чичибабіна, Данилевського. В неї впирається вулиця Культури. Закінчується на перетині з Клочківською вулицею. Забудована переважно п'ятиповерховими будинками.

## Історія
До 2024 року була названа на честь французького письменника Ромена Роллана через його прихильність до Радянського Союзу.
24 січня 2024 року харківський міський голова Ігор Терехов заявив про намір перейменувати вулицю на честь видатного українського режисера та актора Леся Курбаса. 26 січня відповідне рішення прийняте на сесії міської ради.

## Галерея

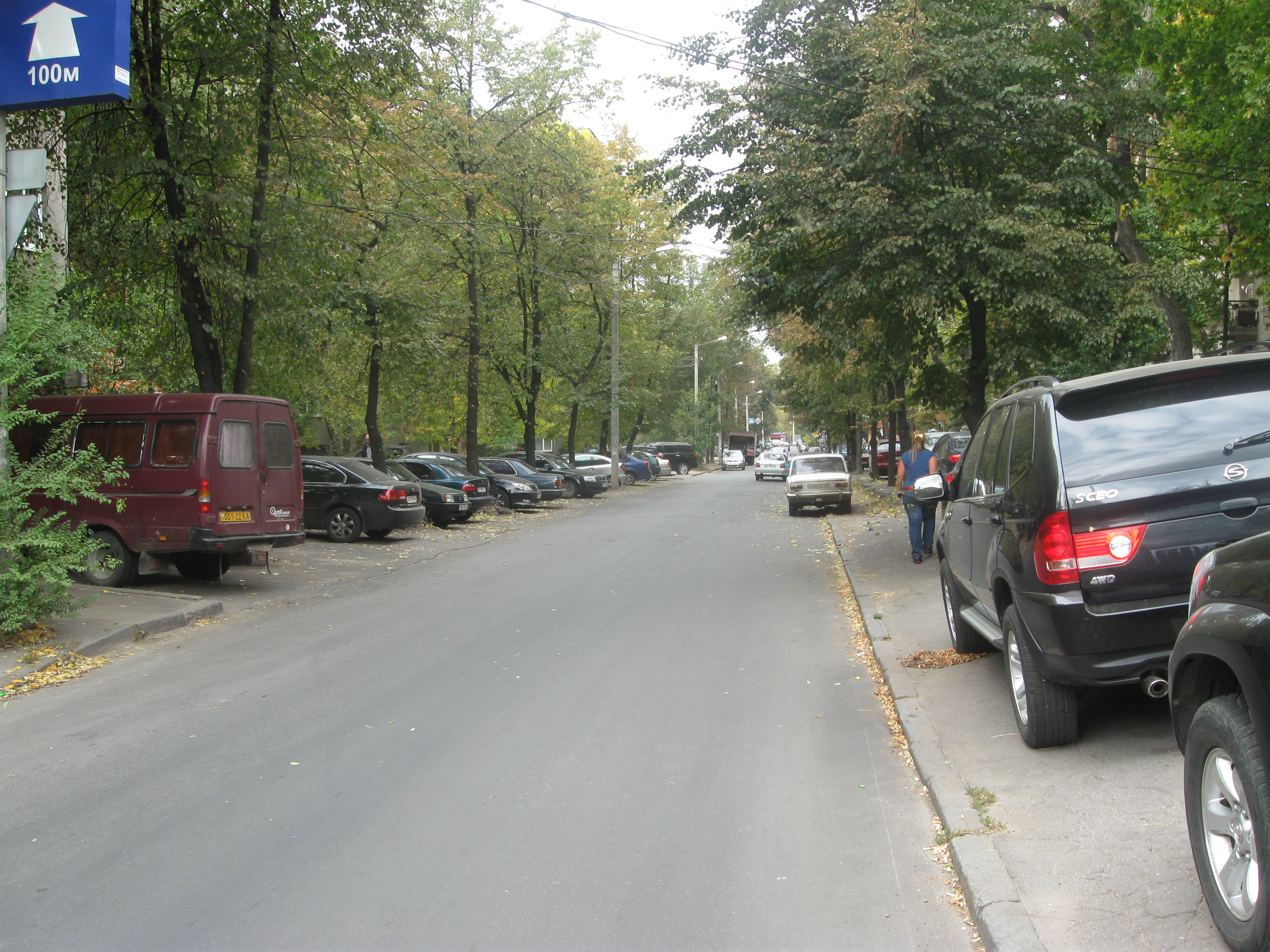
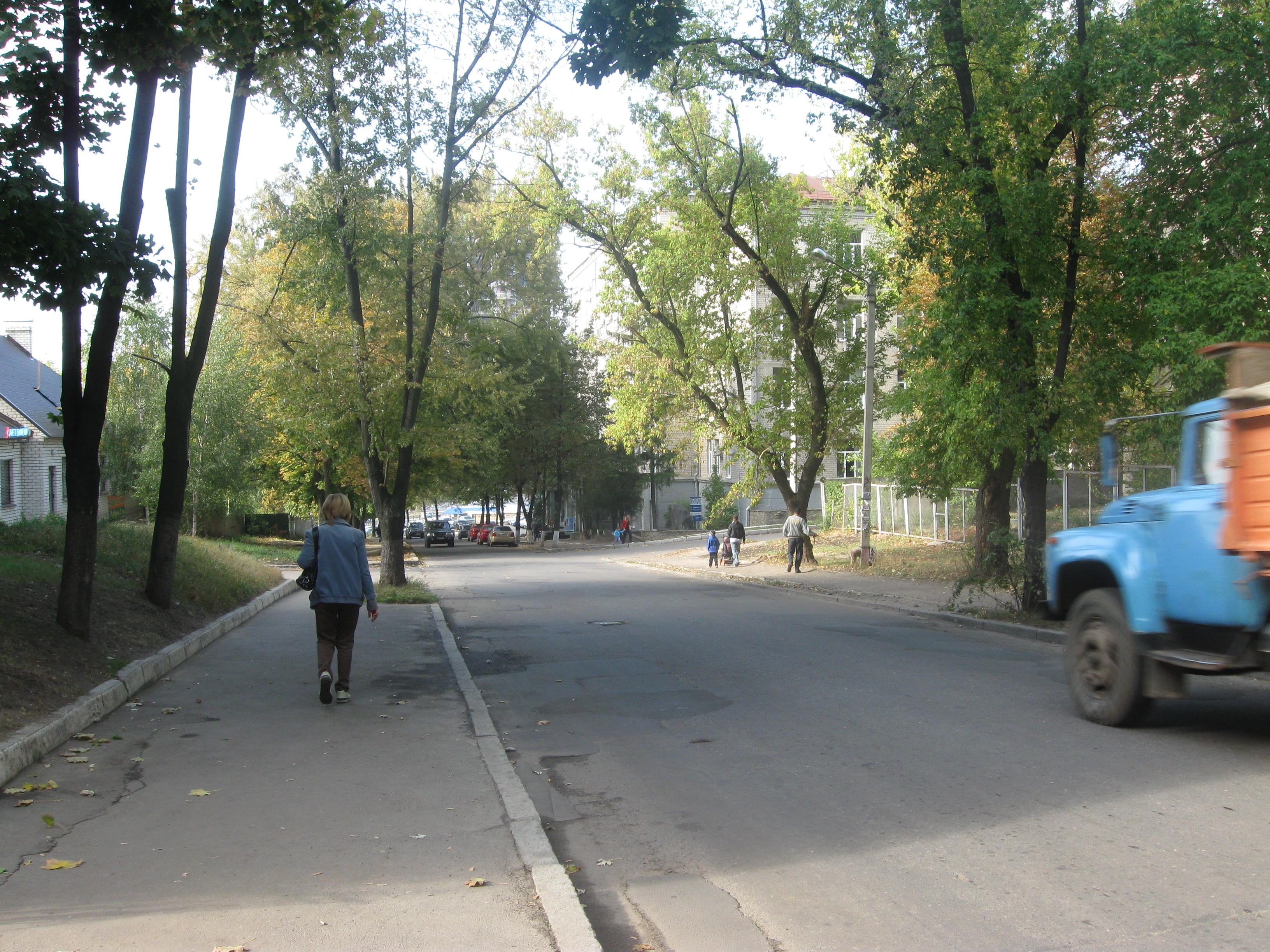
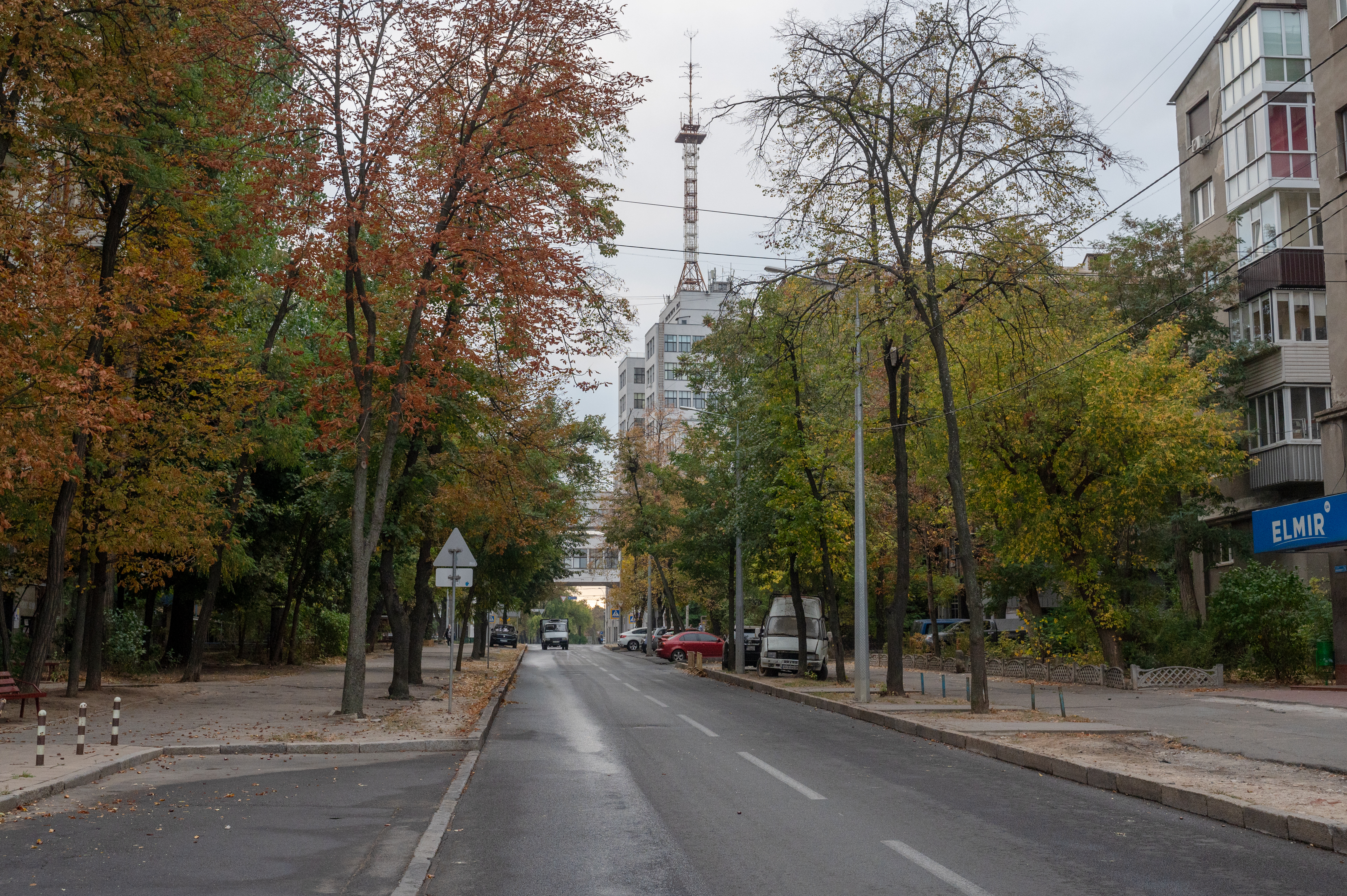